# آنارتیا آمارتئا
آنارتیا آمارتئا (نام علمی: Anartia amathea) نام یک گونه از زیرخانواده فرچه‌پایان نیمفالینا است. این گونه در آمریکای جنوبی یافت می‌شود، این پروانه‌ها خیلی شبیه به طاووس متحد، آنارشیا فاطمه شناخته می‌شوند و عمدتاً در شمال آنارتیا آماتکا وجود دارد. مکان آنها احتمالاً سورینام است و این گونه‌ها از پاناما تا آرژانتین وجود دارند. گرانادا، باربادوس و آنتیگوا. در آرژانتین، پاراگوئه، اروگوئه، ارتفاعات برزیل، آمازون شرقی، گویان، ونزوئلا و پاناما و همچنین ترینیداد و دیگر جزایر کارائیب گزارش شده‌است. سوابق آمریکای شمالی یا خطا هستند یا به پرونده‌ها مراجعه می‌کنند.

## نگارخانه

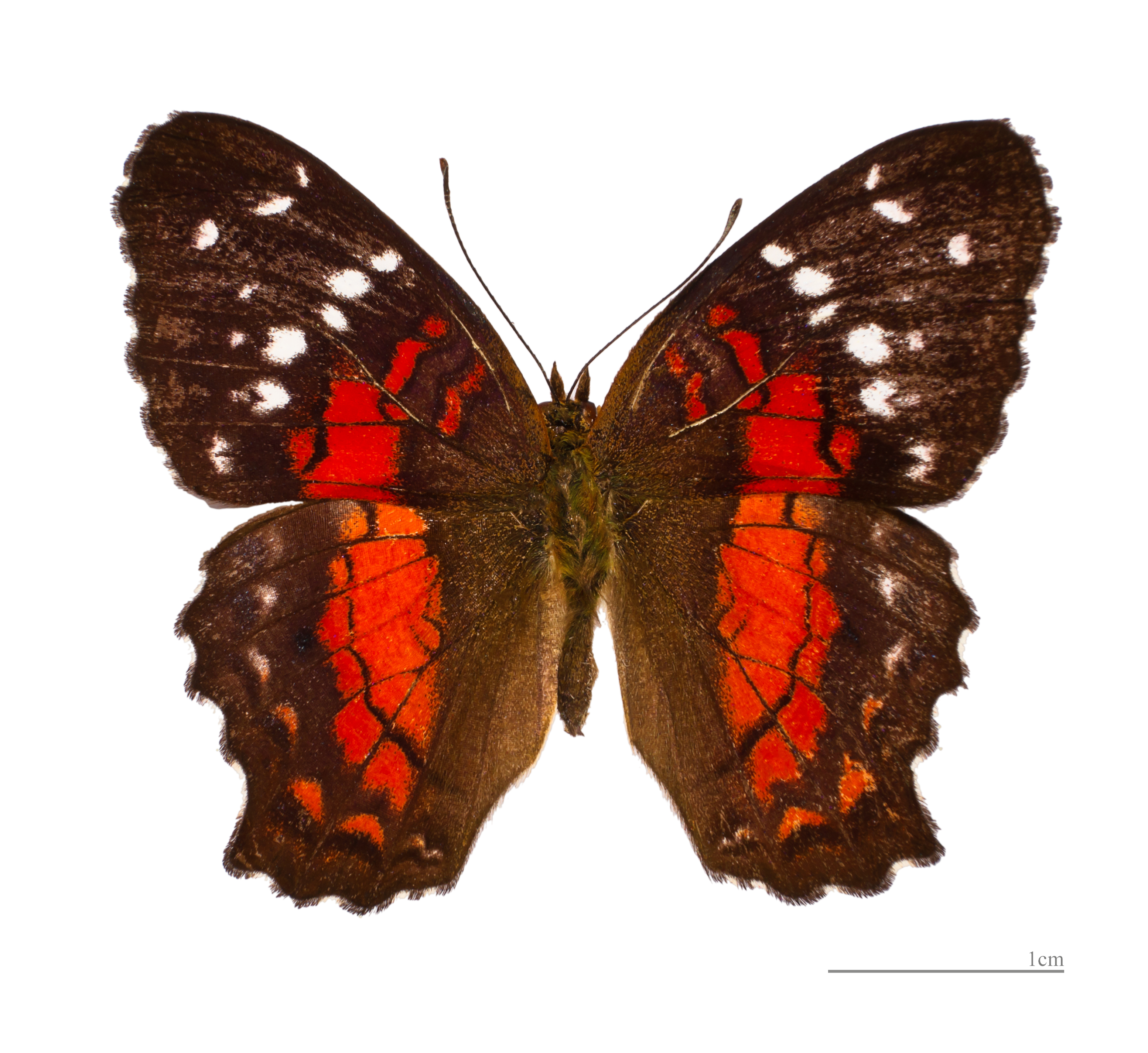
آنارتیا آمارتئا, نمای پشتی( MHNT )
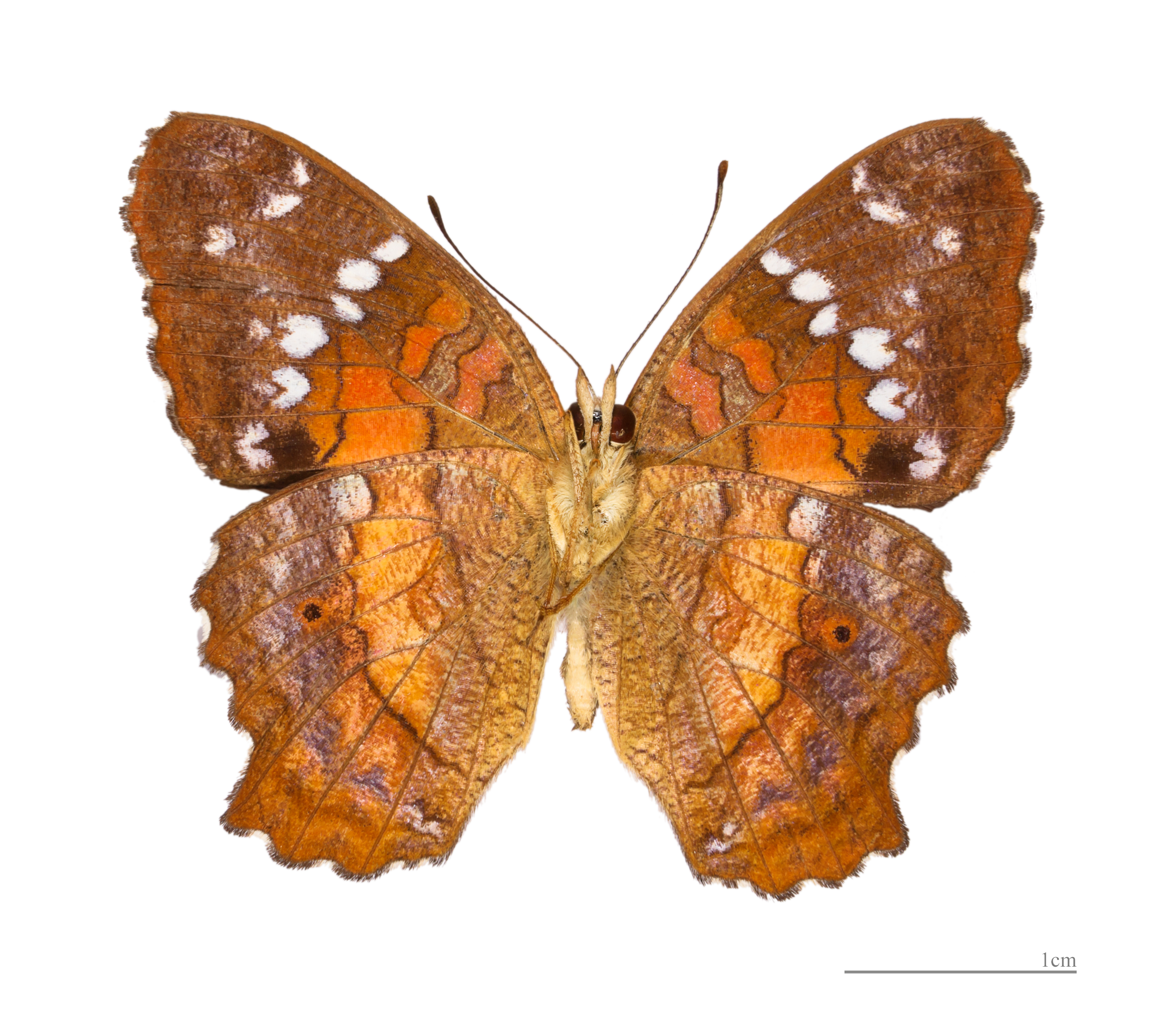
آنارتیا آمارتئا, مشاهده شکمی(MHNT)
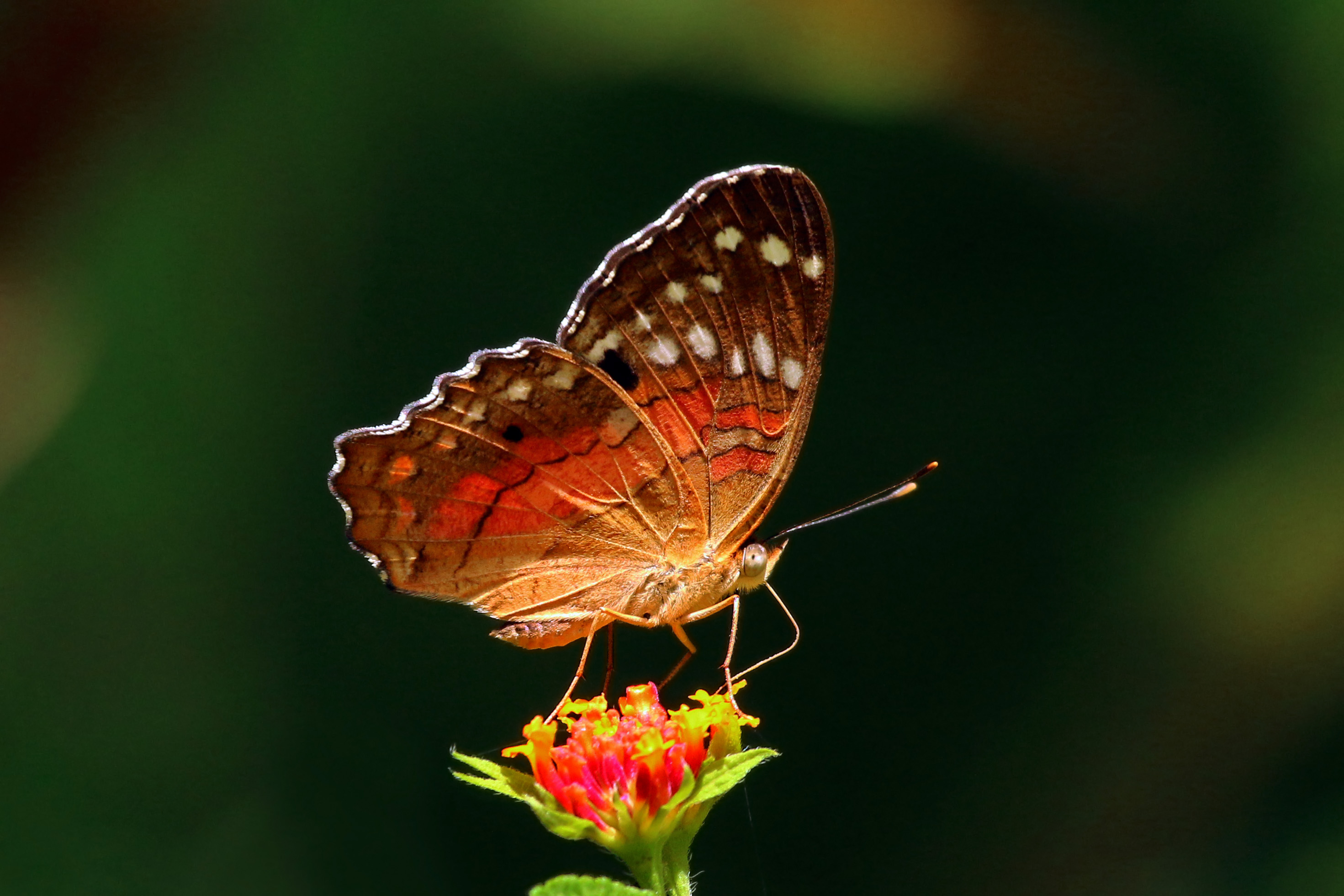
نر، زیرزمین، ترینیدات
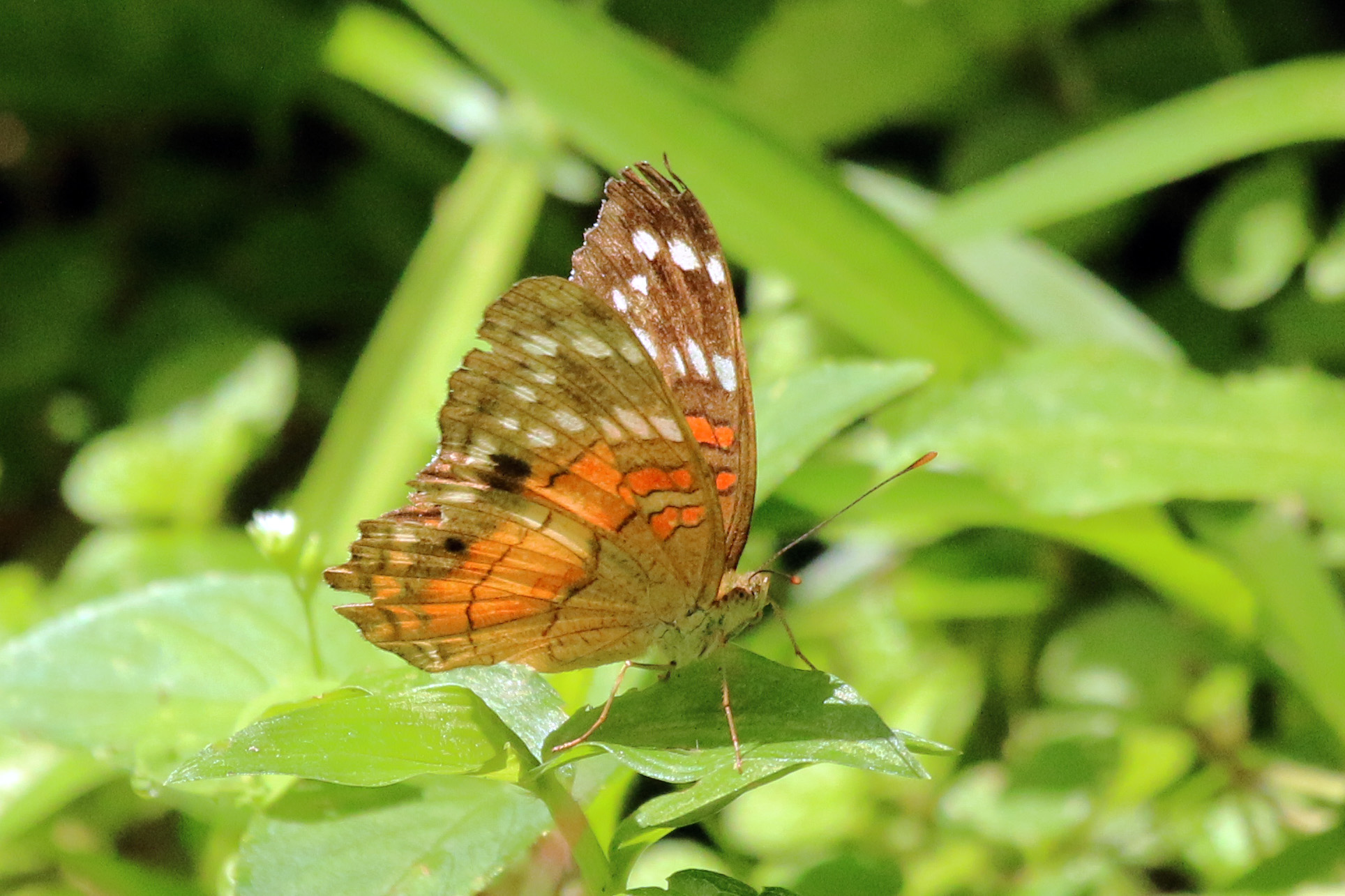
ماده، زیرزمین، ترینیدات
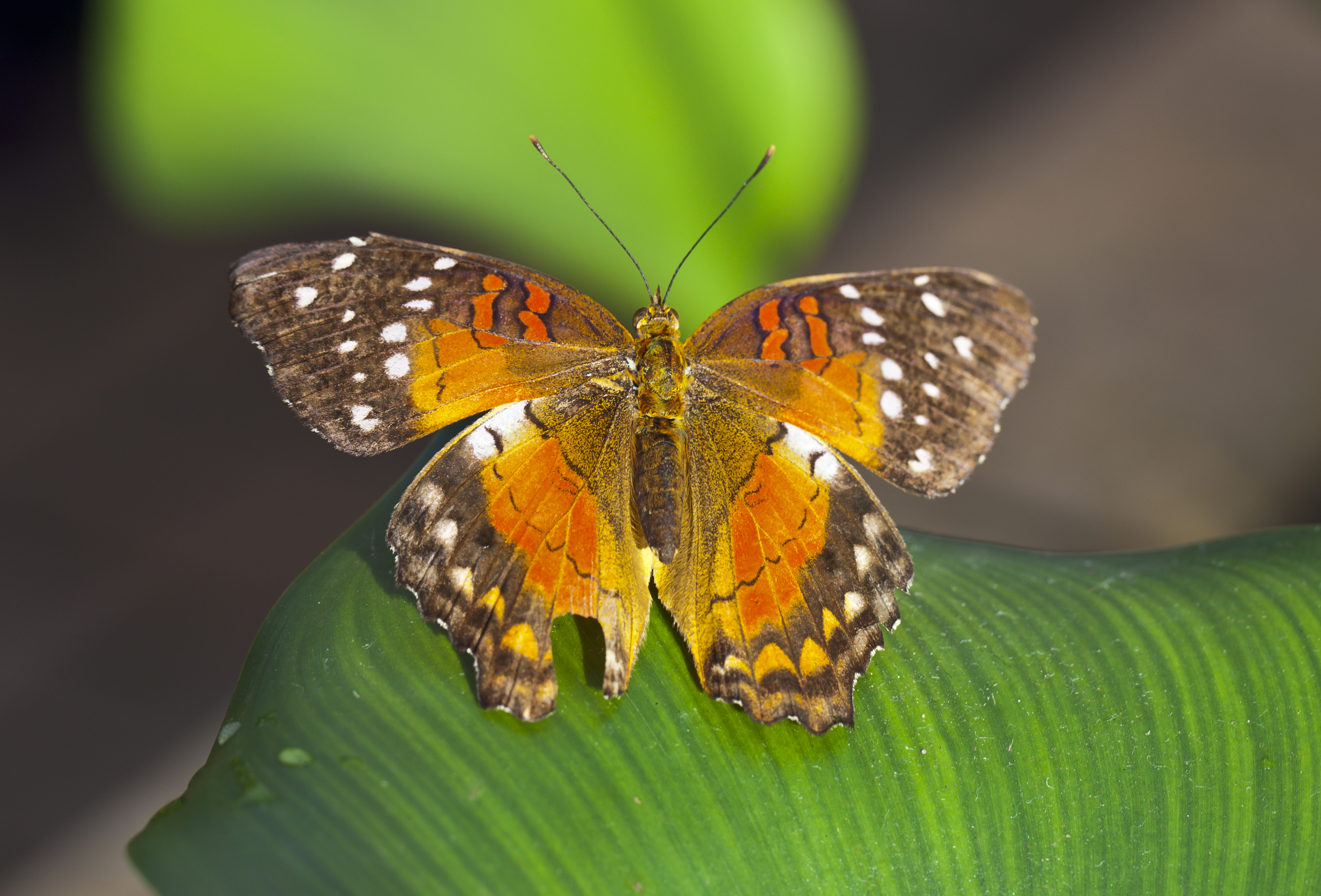